# Gemaal De Bolstra
Gemaal De Bolstra is een modern gemaal uit 1991 en moet - samen met andere gemalen - de waterhuishouding binnen de Haarlemmermeerpolder regelen. Het gemaal is te vinden aan de Aalsmeerderdijk bij Oude Meer, ten oosten van Aalsmeerderbrug.
Gemaal De Bolstra werd in 1990 gebouwd in opdracht van het toenmalige Waterschap Groot-Haarlemmermeer en wordt tegenwoordig beheerd door het Hoogheemraadschap Rijnland. Het gemaal is genoemd naar Melchior Bolstra (1704-1776). Bolstra ontwikkelde samen met Nicolaas Cruquius droogmakingsplannen voor het Haarlemmermeer. Een van de plannen, daterend uit 1746, was de basis voor het definitieve droogmakingsplan. Gemaal De Bolstra bevindt zich vlak bij Schiphol en voert onder andere het overtollige water van het luchthaventerrein af naar de Ringvaart van de Haarlemmermeer. De Bolstra is qua uiterlijk een zeer bescheiden en onopvallend gemaal.
De bouw van het gemaal was noodzakelijk wegens de uitbreiding van Schiphol. Daardoor nam het verharde oppervlak in de omgeving toe, waardoor water minder goed in de bodem kon wegzakken. Het aanleggen van een extra waterberging (een meertje bijvoorbeeld) werd niet wenselijk geacht omdat zo'n waterpartij vogels aantrekt die het vliegverkeer kunnen verstoren. De bouw van het gemaal kostte 2.500.000 euro. Het gemaal heeft een capaciteit van 100 m³ per minuut. De totale bemalingscapaciteit van alle gemalen rond de Haarlemmermeer is 2100 m³ per minuut. De Bolstra werkt automatisch, afhankelijk van de waterhoogte treedt het gemaal in werking of stopt het met malen.
De Leeghwater · De Lynden · De Cruquius · De Bolstra · De Koning Willem I